# La laguna azzurra
La laguna azzurra (The Blue Lagoon) è un romanzo d'avventura scritto da Henry De Vere Stacpoole nel 1908. Tale scritto ebbe due seguiti: The Garden of God (1923) e The Gates of Morning (1925).

## Trama
Il piccolo Dicky, col padre Arthur e la cuginetta Emmeline sono vittime di un naufragio di un veliero diretto a San Francisco. I passeggeri vengono imbarcati su delle scialuppe, e mentre il padre di Dicky, assieme ad altri viene recuperato da un'imbarcazione di passaggio, Dicky, Emmeline e un cuoco di nome Paddy finiscono alla deriva su un'isola deserta. Paddy si prende cura dei bambini e diventa per loro come un padre, insegnando loro a nuotare, a pescare e a raccogliere frutti tropicali, avvertendoli anche della presenza di bacche, chiamate "arita", che se ingerite provocano un sonno eterno. 
Dopo oltre due anni di permanenza sull'isola Paddy muore in seguito a un incidente, e Dicky ed Emmeline rimangono soli. Passano gli anni, diventando adulti si innamorano iniziano una relazione naturale ed Emmeline rimane incinta. Il figlio che nascerà verrà chiamato Hannah, poiché avevano conosciuto solo un bambino chiamato con quel nome. Dopo alcuni mesi dalla nascita di Hannah la famiglia si reca con la scialuppa di salvataggio verso il luogo dove avevano vissuto tempo prima con Paddy, tuttavia finiscono in mare aperto a causa della marea che stava crescendo, e non riescono più a tornare a riva. Passati i giorni, i tre si addormentano dopo aver mangiato alcune bacche di arita.
Intanto il padre di Dicky, Arthur, che non si era mai dato per vinto ed era sempre determinato a ritrovarli, riesce a convincere un capitano a portarlo con la sua imbarcazione nelle isole del Pacifico per cercarli. Giunto nei pressi dell'isola, il padre di Dicky avvista una piccola scialuppa e scende col capitano e alcuni marinai per vedere cosa ci fosse all'interno, scoprendo i tre corpi a bordo quasi disidratati, assieme a un ramo di arita ormai nudo e lì dimenticato. Il padre di Dicky chiede al capitano se i tre sono morti; lui risponde che sono solo addormentati.

## Adattamenti
Dal romanzo sono stati tratti vari film: 
- The Blue Lagoon (1923), diretto da W. Bowden e Dick Cruickshanks, con Molly Adair e Dick Cruickshanks.[1]
- Incantesimo nei mari del sud (The Blue Lagoon) (1949), diretto da Frank Launder, con Jean Simmons e Donald Houston.[2]
- Laguna blu (The Blue Lagoon) (1980), diretto da Randal Kleiser, con Brooke Shields e Christopher Atkins.[3]

Inoltre, Hugo Pratt si è in parte ispirato a questo romanzo per l'ambientazione del suo fumetto più celebre, Una ballata del mare salato.

## Edizioni in italiano
- La laguna azzurra: romanzo, tradotto dall'inglese da Gastone Rossi, Sonzogno, Milano 1937
- La laguna azzurra: Prefazione e versione dall'inglese di Maria Luisa Fagnocchi, A. Frassinelli, Torino 1949
- Laguna blu, traduzione di Valeria La Via, A. Vallardi, Milano 1982